# Three Days Grace
Three Days Grace (cunoscută și ca TDG sau 3DG) este o formație rock canadiană, formată în Norwood, Ontario, Canada, în 1997, cu membrii: Adam Gontier - chitarist și solist, Neil Sanderson - baterist și ajutor vocal, și basistul Brad Walst. În 2003, Barry Stock s-a alăturat formației în poziția de chitarist principal.
După semnarea contractului cu Jive Records, Three Days Grace a lansat 3 albume în studio, Three Days Grace, în 2003, One-X în 2006, și Life Starts Now, în 2009. Cele trei albume au fost certificate de către RIAA cu platină, platină și aur, respectiv, în Statele Unite, în timp ce în Canada au fost certificate cu discuri de platină, dublu-platină, și platină, respectiv. În 2007, formația a fost declarată “cel mai bun artist rock al anului” de către Billboard.

## Istorie

### Anii independenți (1992-2002)
Predecesorul Three Days Grace, Groundswell formată în 1992, în Norwood, Ontario, având ca membri pe solistul Adam Gontier, bateristul Neil Sanderson, basistul Brad Walst, și chitariștii Phil Crowe și Joe Grant. Toți aceștia frecventau liceul când au înființat formația.
În 1997, după ce au fost despărțiți timp de doi ani, trupa s-a reformat în Toronto, ca un trio (Gontier, Sanderson și Walst). Și-au schimbat, de asemenea, numele în Three Days Grace. După spusele lui Gontier, numele formației vine de la întrebarea: “Dacă ai avea trei zile să schimbi ceva în viața ta, ai putea s-o faci?” În Toronto trupa l-a cunoscut pe producătorul local Gavin Brown. I-au dat acestuia material înregistrat de ei pe parcursul câtorva ani, și el le-a ales pe cele mai bune, pentru primul album. Casa de discuri a vrut să audă și mai mult material, și, sub îndrumarea lui Brown, trupa a creat cântecul “I Hate Everything About You”, care a atras atenția mai multor producători. La scurt timp, trupa a semnat un contract cu Jive Records, după ce a fost căutată de patronul casei de discuri.

### Three Days Grace (2003-2005)
După semnarea contractului cu Jive, formația s-a mutat la studioul Long View Farm, un studio din Brookfield de Nord, Massachusetts pentru a înregistra albumul lor de debut. Albumul auto-intitulat a fost terminat în Woodstock, New York, și lansat pe 22 iulie 2003. A fost primit cu review-uri în general favorabile. Dave Doray, de la IGN, a spus despre album: “Greșeli? Multe nu sunt.” Heather Phares, de la Allmusic, a criticat, totuși, albumul pentru simplitatea sa, constatând că “Three Days Grace sunt, cu siguranță, una dintre cele mai bune formații de metal alternativ din anii 2000 încoace, doar trebuie să-și găsească un sunet distinctiv.”
Pentru a-și susține albumul, în 2003 Three Days Grace a lansat primul lor single, “I Hate Everything About You”, melodia al cărei demo a “semnat” contractual trupei cu casa de discuri. A fost difuzată intensiv la radio și posturile de televiziune, devenind în scurt timp un cântec extrem de popular, “un hit uriaș” al formației. Acesta a atins locul 1 în topul US Modern Rock și topul Mainstream Rock, și, de asemenea, locul 2 în topul canadian. Al doilea single, “Just Like You” le-a dat un al doilea hit, tot pe locul 1, atât în SUA cât și în Canada.
După alăturarea lui Barry Stock la sfârșitul lui 2003, Three Days Grace a susținut o serie de tururi continuu, timp de 2 ani, pentru promovarea albumului. A ajuns pe locul 9 în topul albumelor canadiene, și pe locul 69 în Billboard, primind discul de platină în SUA în decembrie 2004, și dublu-platină în Canada.

### One-X (2006-2008)
În timpul turului de promovare al albumului Three Days Grace, Gontier a început să sufere de depresie, și a devenit dependent de droguri și alcool. Împins de către familie, prieteni, și colegi de trupă să renunțe, a mers la un centru de reabilitare odată cu sfârșitul turului, și, în timpul petrecut acolo, a început să scrie material pentru cel de-al doilea album. Într-un interviu din 2006, Gontier a spus că materialul albumului are o valoare mult mai personală pentru el decât cel precedent, acest album fiind născut din experiențele sale cu dependența, abuzul de droguri, și reabilitarea, care i-au luat doi ani din viața, Albumul, numit One-X, a fost lansat pe 13 iunie 2006, fiind, de asemenea, debutul în studio al lui Barry Stock.
Ca și Three Days Grace, One-X a avut, în general, review-uri favorabile. Toronto Star a susținut că este un album care chiar merită cumpărat, punând accent pe versurile melodiilor: “Versurile chiar îți vorbesc, chiar te poți regăsi în ele, mai ales dacă treci printr-o perioadă mai grea în viață.” Din nou, albumul a primit și criticism negativ, spunându-se că albumul nu aduce nimic nou în lumea muzicii, și că singurul lucru care îi va putea desprinde pe Three Days Grace de majoritatea formațiilor este, pe lângă modul lor excellent de a scrie muzică, găsirea unor calități distinctive, a unui sunet specific lor.
One-X s-a clasat pe locul doi în topul albumelor canadiene, și pe locul 5 în topul Billboard 200, vânzând 78.000 de copii în SUA în prima săptămână de la lansare. Primul lor single, “Animal I Have Become”, a avut cel mai mare succes al lor, devenind cea mai difuzată piesă rock în 2006 în Canada, și albumul i-a ajutat pe Three Days Grace să devină cea mai bună trupă în SUA și Canada în 2007. A primit discul de platină pe 30 august 2007 în SUA, și dublu-platină în iulie 2007 în Canada. 
Al doilea single, "Pain", la fel a reușit să se claseze pe locurile I în majoritatea topurilor rock. "Never Too Late" a fost lansat ca cel de-al treilea single în aprilie 2007, ocupând pentru a treia oară prima poziție în topurile Active Rock și ce-a de-a cincea melodie pe locul 1 din cariera lor. TDG au lansat și un al patrulea single, “Riot”.
Spre sfârșitul anului 2006, și întreg anul 2007, au susținut tururi de promovare a albumului în SUA și Canada. La începutul lui 2008, au fost în tur cu Seether și Breaking Benjamin, în SUA.

## Membri
| Membri actuali - Adam Gontier – vocal, chitară ritmică, chitară principală (1997-2013), (2024-prezent) - Brad Walst – bas, back vocal (1997–prezent) - Neil Sanderson – tobe, percuție, clape, back vocal (1997–prezent) - Barry Stock – chitară (2003–present) - Matt Walst -- vocal (2013- prezent) Foști membri Membri de turnee - Dani Rosenoer – clape, back vocal (2012–prezent) - Matt Walst – vocal, chitară ritmică (2013–prezent) Foști membri - era Groundswell - Phil Crowe – chitară principală (1992–1995) - Joe Grant – chitară ritmică (1992–1995) |

## Premii
| An   | Premiu           | Categorie                                   | Regiune |
| ---- | ---------------- | ------------------------------------------- | ------- |
| 2007 | Billboard Awards | Piesa Rock a Anului: "Animal I Have Become" | SUA     |

## Discografie

### Albume
| An   | Titlu                                      | Casa de discuri | Loc | Vânzări                                      |
| 1995 | Wave of Popular Feeling (ca "Groundswell") | Independent     | -   | -                                            |
| 2003 | Three Days Grace                           | Jive Records    | #69 | US Sales: 1,500,000+, Canada Sales: 100,000+ |
| 2006 | One-X                                      | Jive Records    | #5  | US Sales: 1,000,000+, Canada Sales: 250,000+ |
| 2009 | Life Starts Now                            | Jive Records    | #3  | US Sales: 79,000+                            |
| 2012 | Transit of Venus                           | RCA             |     |                                              |
| 2015 | Human                                      | RCA             |     |                                              |
| 2018 | Outsider                                   | RCA             |     |                                              |

### Single-uri
| An   | Titlu                           | Poziție              | Poziție               | Poziție                   | Poziție | Album                   |
| An   | Titlu                           | US Billboard Hot 100 | US Modern Rock Tracks | US Mainstream Rock Tracks | Canada  | Album                   |
| 1995 | "Eddie"                         | -                    | -                     | -                         | -       | Wave of Popular Feeling |
| 1995 | "Poison Ivy"                    | -                    | -                     | -                         | -       | Wave of Popular Feeling |
| 1995 | "Stare"                         | -                    | -                     | -                         | -       | Wave of Popular Feeling |
| 2003 | "I Hate (Everything About You)" | #55                  | #2                    | #4                        | #1      | Three Days Grace        |
| 2003 | "Just Like You"                 | #55                  | #1 (3)                | #1 (3)                    | #1      | Three Days Grace        |
| 2004 | "Home"                          | #90                  | #7                    | #2                        | -       | Three Days Grace        |
| 2004 | "Wake Up" (single canadian)     | -                    | -                     | -                         | -       | Three Days Grace        |
| 2006 | "Animal I Have Become"          | #60                  | #1 (2)                | #1 (7)                    | #1      | One-X                   |
| 2006 | "Pain"                          | #44                  | #1 (4)                | #1 (13)                   | #1      | One-X                   |
| 2007 | "Never Too Late"                | #71                  | #2                    | #1 (7)                    | #1      | One-X                   |
| 2007 | "Riot"                          | -                    | #21                   | #12                       | #65     | One-X                   |